# Delo Rumjanceva
Delo Rumjanceva (Дело Румянцева) è un film del 1955 diretto da Iosif Efimovič Chejfic.